# Большой корнеед
Корнеед большой (лат. Dorcadion grande) — вид жуков-усачей рода корнеедов из подсемейства ламиин.

## Ареал
Редкий вид с низкой численностью и сокращающимся ареалом. Встречается в центральной части 3аилийского Алатау в междуречье Каскелен — Иссык. Вид сохранился в немногих точках своего первоначального ареала, встречается спорадически. В окрестностях Алматы полностью исчез. Населяет исключительно целинные земли с преобладанием злаков, предпочитая степные ландшафты с разнотравьем, от предгорий до высот 1800 м н.у.м.

## Описание
Самки отличаются от самцов более крупными размерами, также их передние лапки значительно тоньше. Голени с внутренней стороны покрыты очень густыми светлыми волосками, между
которыми имеются редкие щетиновидные волоски. Самки с широкой, пятнистой внутренней спинной полосой или без неё. Личинки развиваются в дернине, где питаются корнями травянистых растений, в основном из семейства злаковых. Жуки питаются зелёными листьями злаковых.

## Охрана
Занесён в Красную книгу Казахстана, как сокращающийся в численности вид. Численность сокращается из-за распашки целинных земель, степных пожаров и чрезмерного выпаса скота в местах обитания вида.